# Dactylolabis pemetica
Dactylolabis pemetica là một loài ruồi trong họ Limoniidae. Chúng phân bố ở miền Tân bắc.